# واسیل واسیلیان
واسیل آلکسانی واسیلیان (ارمنی: Վասիլ Ալեքսանի Վասիլյան؛  زادهٔ ۱۹۱۷ - درگذشته تاریخ نامعلوم) کارشناس علوم پرورشی اهل ارمنستان بود.

## زندگی‌نامه
وی در ۱۹۱۷ در آیگهوویت به دنیا آمد .  همچنین برندهٔ جوایزی همچون آموزگار شایسته ارمنستان شوروی نشان جنگ میهنی (درجه یک و دو) و نشان آلکساندر ن شده است. سال درگذشت نامعلوم است

## یادداشت
1. ↑  Ուզունթալա
2. ↑  Ալեքսանդր Նևսկու շքանշան